# 野田市立木間ヶ瀬中学校
野田市立木間ケ瀬中学校（のだしりつきまがせちゅうがっこう）は、千葉県野田市の関宿南部地区にある公立中学校。通称は、「木中」（きちゅう）。

## 概要
学校の所在地の地名は「木間ヶ瀬」だが、学校名は「木間ケ瀬」となっている。
また、千葉県立関宿高等学校との「地域連携中高一貫教育」を行っている。

## 沿革
- 1947年5月10日 - 木間ヶ瀬小学校に併置して開校。
- 1951年3月3日 - 新校舎竣工。現在地に移転。
- 1955年11月3日 - 校舎増築（講堂・普通教室）
- 1960年8月17日 - 校舎増築（理科室・技家室）
- 1962年7月7日 - 小・中学校用プール完工。
- 1967年4月24日 - 給食開始。
- 1972年3月29日 - 屋内運動場竣工。
- 1973年6月15日 - 生徒指導研究公開。
- 1977年12月11日 - 創立30周年記念式典、記念碑建立。
- 1983年3月24日 - 新校舎・プール竣工、校庭拡張。
- 1986年～1988年 - 技術科室・第二音楽室・美術室・普通教室増築。
- 1989年3月31日 - 校舎増築（普通教室・音楽室・美術室・多目的教室・教育相談室）
- 1990年3月26日 - 庭球場新設（社会体育兼用）
- 1991年3月10日 - コンピューター教室改築（21台設置）
- 1993年11月 - 体育館緞帳改修。
- 1995年5月15日 - 学校の日制定。（公開日　毎月15日）
- 1996年11月14日 - コンピューター室改築（41台設置）
- 1997年3月24日 - 正門新設。
- 1998年3月12日 - 校旗新調。
- 2001年12月1日 - コンピューター教室改修。校内LAN設置。
- 2002年4月11日 - 関宿地区中高一貫教育準備委員会発足。
- 2003年6月6日 - 野田市・関宿町合併に伴い野田市立木間ヶ瀬中学校となる。
- 2009年2月23日 - 学校支援地域本部事業開始。
- 3月16日 - 校庭南側校地拡張並びに防球ネット設置。
- 6月26日 - 学校人権教育公開研究会開催。
- 2013年4月1日 - 特別支援学級新設。
- 2015年4月1日 - 車イススロープ新設。
- 2016年2月29日 - 体育館耐震工事完了。
- 2017年2月25日 - 空調設備完備。
- 2019年1月9日 - 体育館改修工事完了。
- 2月15日 - トイレ洋式化工事完了。職員玄関・美術室・家庭科室雨漏り工事完了。

## 学校教育目標
「自学・克己・献身」

## 主な行事
- 4月 - 始業式・入学式
- 5月 - 市内大会・生徒総会・修学旅行（3年）
- 6月 - 市内陸上競技大会
- 7月 - 大掃除・夏休み前集会
- 8月 - 全校登校日
- 9月 - 夏休み明け集会・防災訓練・体育祭
- 10月 - 葛北新人大会・生徒会本部役員選挙・前期終業式・後期始業式・市内音楽祭・東葛駅伝大会・莨葉祭(文化祭)
- 11月 - 市内中学校弁論大会・市民駅伝大会
- 12月 - クリスマスコンサート・冬休み前集会
- 1月 - 冬休み明け集会・職業人講話（1年）
- 2月 - スキースクール（2年）・卒業生から話を聞く集会
- 3月 - 卒業式・終業式・辞校式

## 部活動

### 運動部
- 陸上部
- 野球部
- ソフトテニス部
- バスケットボール部
- バレーボール部
- 剣道部(今は無い)
- 卓球部
- レスリング部
- 駅伝部

### 文化部
- 音楽部
- 美術部
- 科学部(今は無い)

## 生徒数・学級数・校長
- 生徒数 - 404名（2019年5月1日現在）
  - 1年 87名
  - 2年 86名
  - 3年 105名
  - 特別支援学級「松の実」 11名
- 学級数 - 11学級（2019年度）
  - 1年 3クラス
  - 2年 3クラス
  - 3年 3クラス
  - 特別支援学級（学年混成） 2クラス
- 校長 小島宏之（2015年度より）

## アクセス
- まめバス④新北ルート「木間ケ瀬中前」下車。「川間駅南口」から約30分。